# Герб Тазовского района
Герб Тазовского района Ямало-Ненецкого автономного округа

## Описание герба
«В лазоревом (синем, голубом) поле восходящее пурпурное сияющее солнце, тонко окаймленное золотом и с пятью золотыми же лучами, из которых верхний шире и обрамлен пламенным серебряным лучом и поверх всего стоящий на серебряном, поросшем ягелем холме северный олень того же металла, лазоревая волнистая, тонко окаймленная серебром оконечность обременена сложенными в кольцо серебряным осетром (справа вверху) и нельмой (слева внизу), обращенными спинами друг к другу. Девиз „Тасу' Ява“, в переводе с языка коренных народов Севера ненцев „Наша Тазовская земля“, начертан серебряными литерами на пурпурной ленте, концы которой охвачены золотым пламенем».

## Обоснование символики
Олень, осётр и нельма — символизируют природные богатства района, пять лучей солнца означают пятичастное административное деление, принятое в районе на момент принятия герба. Концы ленты охваченые пламенем и на которой начертан девиз, символизируют богатство недр Тазовской земли.
Герб утвержден решением № 54 Районного собрания депутатов муниципального образования Тазовский район
от 16 июня 1998 года и внесен в Государственный геральдический регистр Российской Федерации — № 293.